# Чортомлик (селище)
Чортомли́к — селище в Україні, у Покровській міській громаді Нікопольського району Дніпропетровської області. Населення за переписом 2001 року становить 1324 особи.

## Географія
Селище Чортомлик розташоване за 2,5 км від міста Покров, 4,5 км від правого берега Каховського водосховища та 3 км від річки Базавлук. Через селище пролягають автошляхи  Н23, Т 0434 та залізниця Апостолове — Запоріжжя, станція Чортомлик.

## Назва
Назва селища походить від однойменних острова в гирлі річки Базавлук та рукава в гирлі цієї річки, або невеличкої річки Чортомлик, правого притоку Дніпра. Про них поширюється багато легенд, які виводять їх назву від слів чорт і мликнув (тобто «щез у воді»). Згідно одної з них, кошовий отаман Іван Сірко побачив на поверхні річки чорта, вистрілив у нього з пістоля і той назавжди зник («мликнув») в болоті.
Дехто тлумачить цей гідронім, як «щуча річка». Проект герба від 1996 року враховує всі ці версії.

## Історичні відомості
Станом на 1886 рік у колишньому власницькому селі, центрі Чортомлицької волості Катеринославського повіту Катеринославської губернії, мешкало 521 особа, налічувалось 128 домогосподарств.
За переписом 1897 року кількість мешканців зросла до 1162 осіб (579 чоловічої статі та 583 — жіночої), з яких 1152 — православної віри.
Сучасне селище утворено при залізничній станції, яка побудова у 1904 році для обслуговування перевезень руди Покровського марганцевого рудника. Деякий час станція мала назву Осокорівка, проте з 1910 року відновлена її первинна назва. 
У Чортомлику проживав з родиною Головко-Вусатий (Іван?) пр. 1887 р. н., який воював у загоні отамана Зеленого.
З 1957 року Чортомлик надано статус селища міського типу.
12 червня 2020 року, відповідно до розпорядження Кабінету Міністрів України № 709-р «Про визначення адміністративних центрів та затвердження територій територіальних громад Дніпропетровської області», селище увійшло до складу Покровської міської громади.
17 липня 2020 року, в результаті адміністративно-територіальної реформи та ліквідації Нікопольського району (1923—2020), селище увійшло до складу новоутвореного Нікопольського району.
26 січня 2024 року в Україні набув чинності Закон № 3285-IX, який передбачає дерадянізацію адміністративно-територіального устрою України, тож селище міського типу Чортомлик набуло статусу селища.

## Населення
Зірочками позначені дані переписів населення, без зірочок — відомості Державного комітету статистики України станом на 1 січня відповідного року.
| 2001* | 2006  | 2007  | 2008  | 2009  | 2010  | 2011  |
| ----- | ----- | ----- | ----- | ----- | ----- | ----- |
| 1 324 | 1 353 | 1 355 | 1 365 | 1 368 | 1 384 | 1 368 |

### Мова
Розподіл населення за рідною мовою за даними перепису 2001 року:
| Мова            | Кількість | Відсоток |
| --------------- | --------- | -------- |
| українська      | 1173      | 88.60%   |
| російська       | 146       | 11.03%   |
| вірменська      | 4         | 0.30%    |
| інші/не вказали | 1         | 0.07%    |
| Усього          | 1324      | 100%     |

## Екологія
- Покровський кар'єр Покровського ГЗК. Видобуток марганцевої руди відкритим способом.
- Олександрівський кар'єр Покровського ГЗК.